# Lilla Skärsjön, Hälsingland
Lilla Skärsjön är en sjö i Hudiksvalls kommun i Hälsingland och ingår i Delångersåns huvudavrinningsområde.